# Весела вдова
«Весела вдова» — одна з перших оперет австро-угорського композитора Франца Легара. Оперета — в трьох актах, вперше поставлена у віденському театрі «Ан дер Він» 30 грудня 1905 року. Лібрето Віктора Леона (нім. Victor Leon) та Лео Штейна за мотивами комедії французького драматурга Анрі Мельяка «Аташе з посольства» (фр. Henri Meilhac, «L'attaché d'ambassade», 1862).
Віртуозна легкість комедійної інтриги, типи дійових осіб, весь її образ побутової салонної комедії з великосвітського життя, порівнюють «Веселу вдову» із «Паризьким життям» Оффенбаха, і з «Кажаном» Штрауса. Але любов у ній трактована серйозно, а лірика насправді безмежна. «Весела вдова» по праву вважається вершиною творчості Легара.
Це одна з найпопулярніших оперет у світі та найвідоміша оперета Легара. Не тільки широкий загал, а й багато знаних людей високо оцінювали дотепність та життєрадісний ліризм «Веселої вдови».

## Історія створення
Основою для лібрето «Веселої вдови» послужила комедія Анрі Мельяка «Аташе з посольства». При переробці лібретисти замінили дрібне німецьке князівство на балканське Понтеведро (або Монтенегро, тобто Чорногорію) і, відповідно, змінили всі імена на слов'янські. Треба пояснити, що Чорногорія на початку XX століття заборгувала австрійським та іншим банкам величезні суми грошей, і цей мотив іронічно обігрується в опереті.
Спочатку (1904) музику «Веселої вдови» доручили написати іншому композиторові, 55-річному Ріхарду Хойбергеру, проте результати були визнані незадовільними, і контракт був переданий Легару. Проте з його варіантом теж виникли проблеми. Директори навіть запропонували Легару 5000 крон, якщо той відмовиться від контракту. Але артисти театру, котрі з захопленням репетирували спектакль, підтримали молодого автора.
Перша постановка оперети відбулася у віденському театрі «Ан дер Він» 30 грудня 1905 року. Успіх був грандіозним. Публіка постійно викликала артистів на біс, вимагаючи повторення окремих номерів, а у фіналі влаштувала нескінченні овації.
«Веселу вдову» заслужено називають «королевою оперет». Дотепне лібрето, прониклива барвиста музика Легара забезпечили їй нев'янучу популярність. Оперета була неодноразово екранізована в різних країнах. Існує також балет «Весела вдова». 
Про назву оперети «Весела вдова» існує комічна історія. В театрі існував звичай роздавати пільгові квитки вдовам чиновників деяких відомств. Вдови цим користувалися і уважно стежили, щоб не проґавити пільговий квиток. Хтось сказав: «набридлива вдова» (нім. lästig — обтяжливий, набридливий), а Ференц Легар, присутній там, підхопив, змінивши в слові одну букву на «весела» (нім. lustig — веселий).

## Сюжет

### Дійові особи
- барон Мірко Зета, посол республіки Монтевердо в Парижі
- Валансьєнна, його дружина
- граф Данило, секретар посольства
- Ганна Главарі, удова мільйонера
- Камілл де Россильон, віконт Каскада
- Рауль де Сен-Бриош Богданович, консул республіки Монтевердо
- Сільвіана, його дружина
- Кромов, радник посольства
- Ольга, його дружина
- Прічіч, військовий аташе
- Параска, його дружина
- Лоло, Додо, Жужу, Кло-Кло, Марго, ґрізетки
- гості, музиканти, слуги.

### Перший акт
Посольство Великого герцогства Понтеведро (в інших перекладах — Монте-Негро або Монте-Вердо) в Парижі. Бал на честь дня народження герцога. Однак посол, барон Зета, невеселий — герцогству загрожує банкрутство. Якщо Ганна Главарі, вдова багатого понтеведрійского банкіра, одружиться з іноземцем, то її 20 мільйонів, істотна частина національного багатства, випливуть з країни. Посол барон Зета розглядає як нареченого третього секретаря посольства, відомого серцеїда — графа Данило. Власне, він і затіяв цей бал з метою познайомити їх. Ганна вже прибула, оточена щільним натовпом претендентів на її руку та серце, а граф Данило кудись зник. Нарешті його знаходять у знаменитому паризькому ресторані «Максим» і доставляють в посольство, де він спокійнісінько засинає на зручному дивані.
Тим часом дружина посла Зети Валансьєнна фліртує із закоханим у неї графом Каміллом де Россильоном, французьким аташе. Валансьєнна оголошує Каміллу, що, як порядна дама, вона забороняє йому говорити про свою любов. Тоді Камілл пише слова освідчення на її віялі; на жаль, Валансьєнна десь забуває це віяло.
Данило пробуджений появою Ганни; колись вони були закохані одне в одного, але сімейство графа Данила було проти його шлюбу з бідною і незнатною дівчиною. Зрештою Данило відіслали до Парижа, а ображена Ганна одружилася зі старим Главарі. Це, в свою чергу, образило Данила, і тепер, коли Ганна здобула високе становище і багатство, коли навколо неї в'ються численні шанувальники, Данило не бажає бути в їх числі. Він вирішує уникати спілкування з Ганною.

### Другий акт
Свято в домі Ганни Главарі. Гості беруть участь в національних танцях, а сама Ганна співає знамениту «пісню про Вілі». Барон Зета знайшов віяло зі словами любові, і тепер ворожить, чиє воно. Данило забирає у нього компрометуюче віяло і відразу впізнає почерк Камілла, проте зберігає це в таємниці. Віяло знову забуте, але тепер потрапляє до Ганни, яка приймає його за незграбний спосіб Данило зізнатися їй у коханні.
Легковажна Валансьєнна усамітнюється з Каміллом у літньому павільйоні. На нещастя, її чоловік-посол скликає нараду співробітників посольства саме в цьому павільйоні. Двері замкнені, але, придивившись крізь замкову щілину, він впізнає дружину і Камілла. Поки барон піднімає скандал, Валансьєнна тікає через інший вихід, і її місце в павільйоні займає Ганна, яка бажає врятувати честь подруги. Удвох з Каміллом вони виходять з павільйону і оголошують про свої заручини.

### Третій акт
Знову сад в особняку Ганни. Вдова заспокоює Данила і розповідає йому правду про те, що сталося в павільйоні. Щоб гордість графа Данила не заважала йому освідчитися, Ганна повідомляє всім про один з пунктів заповіту її чоловіка: у разі повторного шлюбу вона втрачає все своє майно. Данило негайно зізнається їй у коханні, після чого Ганна додає, що це майно, за тим же заповітом, переходить до її нового чоловіка.